# 우정초등학교 (경기)
우정초등학교는 대한민국 경기도 화성시 우정읍 조암리에 있는 공립 초등학교이다.

## 학교 연혁
| 1936년 | 11월 1일 | 우정공립보통학교 개교(설립인가 9월 12일) |
| 1938년 | 4월 1일  | 우정공립심상소학교로 개칭                |
| 1941년 | 4월 1일  | 우정공립국민학교로 개칭                  |
| 1948년 | 4월 1일  | 석천분교장 개교                          |
| 1953년 | 9월 1일  | 국화도분교장 개교                        |
| 1981년 | 3월 1일  | 병설유치원 개원                          |
| 1995년 | 2월 28일 | 국화도분교장 통폐합                      |
| 1996년 | 3월 1일  | 우정초등학교로 개칭                      |
| 2002년 | 12월 1일 | 7개 교실 및 특별실 증축                  |
| 2006년 | 8월 30일 | 과학실 리모델링 공사                     |
| 2006년 | 9월 1일  | 교문 개축 공사                           |
| 2007년 | 5월 30일 | 다목적실 준공                            |
| 2009년 | 9월 24일 | 급식실, 어학실, 도서실 준공              |
| 2011년 | 2월 16일 | 제73회 졸업식                            |
| 2011년 | 3월 1일  | 13학급 편성(도움반 1학급)                |
| 2011년 | 3월 1일  | 유치원 1학급 편성                        |
| 2012년 | 2월 14일 | 제74회 졸업식                            |
| 2012년 | 3월 1일  | 11학급 편성(도움반 1학급)                |
| 2012년 | 3월 1일  | 유치원 1학급 편성                        |
| 2012년 | 9월 1일  | 제23대 정해순 교장 취임                  |
| 2013년 | 11월 1일 | 장독대 개관식                            |
| 2014년 | 2월 14일 | 제76회 졸업식                            |
| 2014년 | 3월 1일  | 13학급 편성(도움반 1학급)                |
| 2014년 | 3월 1일  | 유치원 1학급 편성                        |
| 2015년 | 2월 17일 | 제77회 졸업식                            |
| 2015년 | 3월 1일  | 13학급 편성(도움반 1학급)                |
| 2015년 | 3월 1일  | 유치원 1학급 편성                        |
| 2016년 | 2월 17일 | 제78회 졸업식                            |
| 2016년 | 3월 1일  | 13학급 편성(도움반 1학급)                |
| 2016년 | 3월 1일  | 유치원 1학급 편성                        |
| 2016년 | 3월 1일  | 제24대 문현자 교장 취임                  |
| 2017년 | 2월 10일 | 제79회 졸업식(40명, 총 4796명)           |
| 2017년 | 3월 1일  | 12학급 편성(도움반 1학급)                |
| 2017년 | 3월 1일  | 유치원 1학급 편성                        |

## 참고 자료
- 우정초등학교 - 한국교육학술정보원 학교알리미